# Psamata (mjesec)
Psamata (također Neptun X) je prirodni satelit planeta Neptun, iz grupe nepravilnih satelita, s oko 38 kilometara u promjeru i orbitalnim periodom od 9115.9 dana.